# Hunsteinnonne
Die Hunsteinnonne (Lonchura hunsteini) ist eine Art aus der Familie der Prachtfinken. Sie kommt in zwei, geographisch weit voneinander getrennten Unterarten vor. Von der IUCN wird die Art als nicht gefährdet eingestuft.

## Beschreibung
Die Hunsteinnonne erreicht eine Körperlänge von etwa neun Zentimeter und zählt damit zu den kleinen Prachtfinkenarten. Es besteht kein Sexualdimorphismus.
Der Oberkopf und der Hals sind silbergrau. Die Federn an den Kopfseiten sowie am Hinterhals haben dunklere Federzentren, so dass die Hunsteinnonne an diesen Körperstellen geschuppt wirkt. Die Ohrgegend ist düster grau. Die Handdecken und die Schwingen sind schwarzbraun mit sehr schmalen goldbraunen Säumen. Die Spitzen der Oberschwanzdecken und die mittleren Steuerfedern sind goldig rotbraun. Die Unterseite der Flügel sind gelbbräunlich. Das übrige Körpergefieder ist schwarz.
Jungvögel sind auf der Körperoberseite dunkelbraun und auf der Körperunterseite blass braun.

## Verbreitungsgebiet und Lebensweise
Die Nominatform Lonchura hunsteini hunsteini kommt auf der Insel Neuirland und die Unterart Lonchura hunsteini minor kommt auf der Insel Ponape der Karolinen-Gruppe (Mikronesien) vor.
Über die Lebensweise dieser Art ist bislang nur sehr wenig bekannt. Es liegen auch keine Beobachtungen aus Haltungen vor. Nach heutigem Erkenntnisstand ist sie ein Bewohner des Graslands in Tiefebenen. Sie frisst überwiegend kleine Grassamen und andere pflanzliche Kost.

## Belege

### Einzelbelege
1. ↑   BirdLife Factsheet, aufgerufen am 4. Juli 2010
2. ↑   Nicolai et al., S. 272